# Conostoma aemodium
El picoloro grande (Conostoma aemodium) es una especie de ave paseriforme de la familia Sylviidae que vive en Asia. Es la única especie del género Conostoma, que anteriormente estuvo clasificado dentro de la familia Paradoxornithidae.

## Descripción
Mide alrededor de 27 cm de largo, incluida su cola que es relativamente larga. Su plumaje es bastante uniforme, casi en su totalidad de tonos pardo grisáceos, algo más claros y grisáceos en las partes inferiores. Presenta el lorum negruzco y su frente es blanquecina y se difumina en la parte frontal del píleo. Su pico anaranjado es corto, robusto y curvado hacia abajo.

## Distribución
Se encuentra en los bosques del Himalaya, sus estribaciones orientales y demás montes que rodean la meseta tibetana por el este y el sureste, distribuido por Birmania, Bután, China, el norte de la India y Nepal.